# Киселёв, Сергей Борисович (дипломат)
Серге́й Бори́сович Киселёв (род. 16 октября 1947) — советский и российский дипломат. Чрезвычайный и полномочный посол (1999).

## Биография
Окончил МГИМО МИД СССР (1971), Курсы усовершенствования руководящих дипломатических работников при Дипломатической академии МИД СССР (1991) и Высшие курсы при Дипломатической академии МИД России (1999, 2010). На дипломатической работе с 1971 года.
- В 1971—1975 годах — сотрудник посольства СССР в Бирме.
- В 1975—1978 годах — сотрудник центрального аппарата МИД СССР.
- В 1978—1979 годах — сотрудник посольства СССР в Сингапуре.
- В 1979—1986 годах — сотрудник центрального аппарата МИД СССР.
- В 1986—1987 годах — советник секретариата первого заместителя министра иностранных дел СССР.
- В 1987—1990 годах — заместитель начальника Общего секретариата МИД СССР.
- С 20 февраля 1991 по 7 сентября 1995 года — чрезвычайный и полномочный посол СССР/Российской Федерации на Сейшельских Островах[1][2].
- В 1995—1996 годах — директор Департамента по административным вопросам МИД России.
- В 1996—1999 годах — директор Департамента безопасности МИД России.
- С 4 июня 1999 по 12 июня 2005 года — чрезвычайный и полномочный посол Российской Федерации в Сингапуре[3][4].
- С август 2005 по 2006 год — посол по особым поручениям МИД России.
- С 23 ноября 2006 по 8 октября 2010 года — директор Генерального секретариата (Департамента), генеральный секретарь, член Коллегии МИД России[5][6].
- С 30 августа 2010 по 19 февраля 2016 годах — чрезвычайный и полномочный посол Российской Федерации в Чехии[7][8]. Верительные грамоты вручил 16 ноября 2010 года.

## Дипломатический ранг
- Чрезвычайный и полномочный посол (5 мая 1999)[9].

## Награды
- Почётная грамота МИД России (2002).
- Медаль СВР России «За отличие» (2006).
- Медаль «За взаимодействие с ФСБ России» (2006).
- Медаль СВР России «За взаимодействие» (2008).
- Знак отличия «За безупречную службу» XXX лет (26 января 2008) — За большой вклад в реализацию внешнеполитического курса Российской Федерации и многолетнюю плодотворную дипломатическую службу[10].
- Орден Дружбы (30 декабря 2012) — за большой вклад в реализацию внешнеполитического курса Российской Федерации и многолетнюю добросовестную работу[11]

## Семья
Женат.